# Veyrins-Thuellin
Veyrins-Thuellin – miejscowość i dawna gmina we Francji, w regionie Owernia-Rodan-Alpy, w departamencie Isère. W 2013 roku jej populacja wynosiła 1991 mieszkańców. 
W dniu 1 stycznia 2016 roku z połączenia dwóch ówczesnych gmin – Les Avenières oraz Veyrins-Thuellin – utworzono nową gminę Les Avenières-Veyrins-Thuellin. Siedzibą gminy została miejscowość Les Avenières. 